# Petäinen (ö)
Petäinen är en ö i Finland. Den ligger i sjön Puula och i sjön Puula och i kommunen Hirvensalmi i den ekonomiska regionen  S:t Michel och landskapet Södra Savolax, i den södra delen av landet, 210 km nordost om huvudstaden Helsingfors. Öns area är 7,4 hektar och dess största längd är 440 meter i nord-sydlig riktning.